# IC 1544
IC 1544 ist eine Balken-Spiralgalaxie vom Hubble-Typ SBc im Sternbild Andromeda am Nordsternhimmel. Sie ist schätzungsweise 262 Millionen Lichtjahre von der Milchstraße entfernt.
Das Objekt wurde am 25. Oktober 1897 vom französischen Astronomen Stéphane Javelle entdeckt.